# آلپیسپای
آلپیسپای (به قزاقی: Alpyspay) یک منطقهٔ مسکونی در قزاقستان است که در استان آق‌تپه واقع شده‌است. آلپیسپای ۱۸۱ متر بالاتر از سطح دریا واقع شده‌است.